# 成语 (语言学)
成语，或称固定短语，是指字词顺序已经固定下来的一种短语。虽然更换一种说法并不会对其意义产生影响，但是人们仍使用其固定形式，因为成语已经在文化层面上被接受。成语本身并不一定有字面意思。成语可以是习语或专有名词。  常用短语、合成词和成语间没有明确界限。 
理论语言学认为，英语中的二词成语是在名词的生成过程中产生的。 
成语更加严格的定义，也就是和词项的概念更契合的定义，为语义–文本理论提供了基础。

## 英语中的成语
英语中有些成语独立使用，而有些成语需要放在句子中：
- I see - 有字面意思（我看见）和引申意思（我明白）的双重用法
- I don't know（我不知道）
- Thank you（谢谢你） - 此成语中隐含的主语「我」几乎从不说出来
- You're welcome（不客气） - 虽然 'You are welcome' 的意思也一样，但没什么人这么说

还有些成语需要加上更多内容才能使用：
- Don't look now... - 有字面意思（别回头看）和引申意思（小心）的双重用法，用以警告某人不幸即将发生
- You know...（你是知道的） - 一般用于设问，引起听众对下文的思考